# Boyle (Mississipi)
Boyle és una població dels Estats Units a l'estat de Mississipi. Segons el cens del 2000 tenia 720 habitants.

## Demografia
Segons el cens del 2000, Boyle tenia 720 habitants, 268 habitatges, i 191 famílies. La densitat de població era de 275,2 habitants per km².
Dels 268 habitatges en un 38,1% hi vivien nens de menys de 18 anys, en un 41% hi vivien parelles casades, en un 23,9% dones solteres, i en un 28,4% no eren unitats familiars. En el 25,7% dels habitatges hi vivien persones soles el 8,2% de les quals corresponia a persones de 65 anys o més que vivien soles. El nombre mitjà de persones vivint en cada habitatge era de 2,69 i el nombre mitjà de persones que vivien en cada família era de 3,22.
Per edats la població es repartia de la següent manera: un 33,3% tenia menys de 18 anys, un 7,5% entre 18 i 24, un 27,5% entre 25 i 44, un 22,6% de 45 a 60 i un 9% 65 anys o més.
L'edat mediana era de 32 anys. Per cada 100 dones de 18 o més anys hi havia 89,7 homes.
La renda mediana per habitatge era de 26.429 $ i la renda mediana per família de 28.500 $. Els homes tenien una renda mediana de 25.625 $ mentre que les dones 30.104 $. La renda per capita de la població era de 15.181 $. Entorn del 19,5% de les famílies i el 27,2% de la població estaven per davall del llindar de pobresa.

## Poblacions properes
El següent diagrama mostra les poblacions més properes.